# Burgsittensen
Burgsittensen (plattdeutsch Borgzittens) ist ein Gutshof und Wohnplatz im niedersächsischen Landkreis Rotenburg (Wümme). Seit 1928 gehört der ehemalige Gutsbezirk zur Gemeinde Tiste. Der Wohnplatz hatte am 14. Januar 2022 40 Einwohner.

## Geographie und Verkehrsanbindung

### Geographische Lage

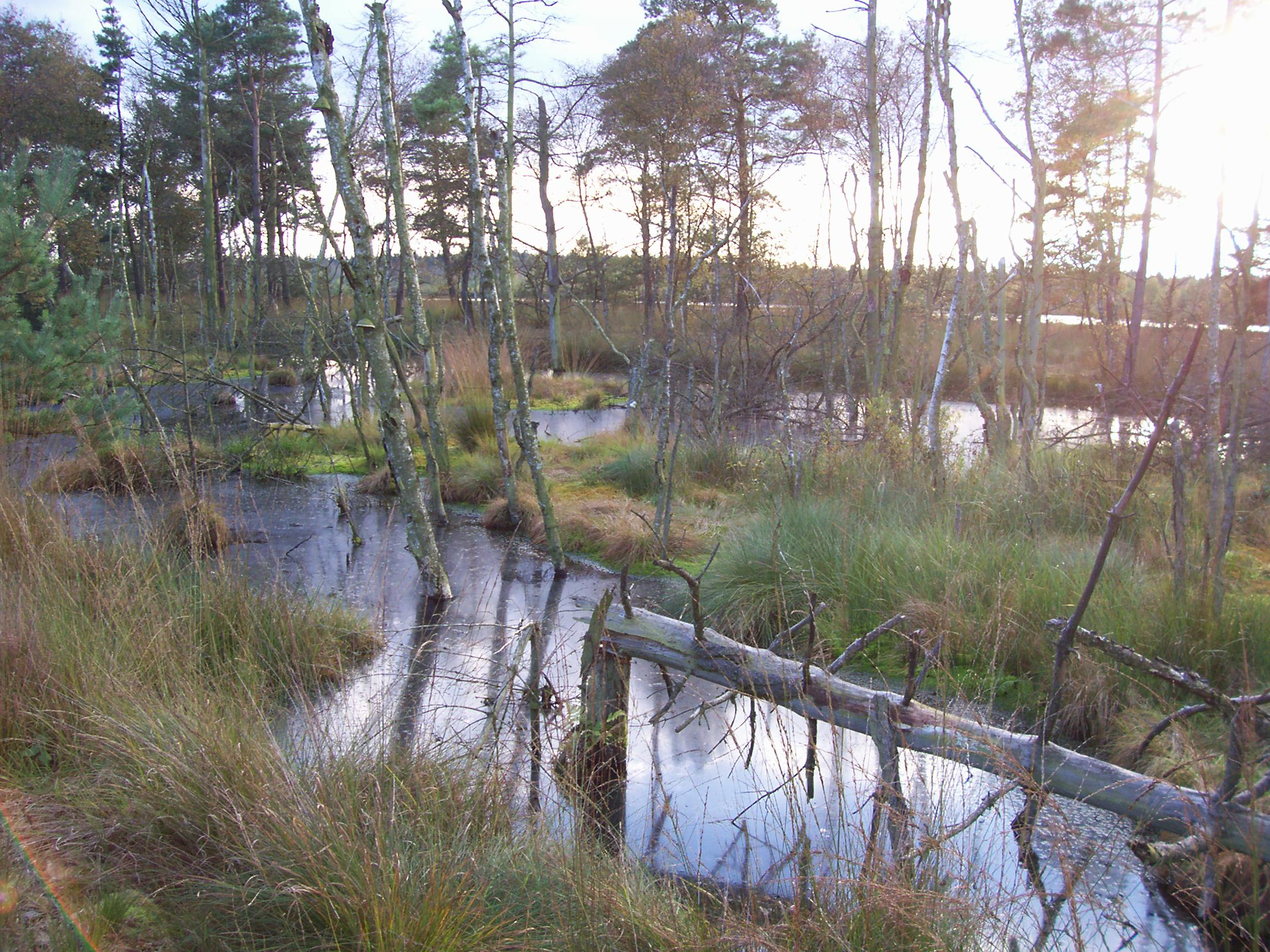
Tister Moor

Burgsittensen liegt an der Oste, nahe der Stelle, an der der Burgsittenser Bach und der Kalber Bach in die Oste münden. Südöstlich liegen die Naturschutzgebiete Tister Bauernmoor und Ekelmoor.

### Nachbarorte
Nachbarorte sind Kalbe im Norden, Herwigshof im Nordosten, Vaerloh im Osten, Avensermoor und Everstorfermoor im Südosten, Stemmen im Süden, Appel und Hamersen im Südwesten, Sittensen im Westen und Tiste im Nordwesten.

### Verkehr
Durch Burgsittensen verläuft die Landesstraße 142, die im Westen über Sittensen nach Zeven führt und im Osten in Wistedt bei Tostedt in die Bundesstraße 75 mündet. Nördlich zweigt die Kreisstraße 149 von der L 142 ab und verläuft über Kalbe und Freetz zur L 130.
Der nächste Bahnhof liegt 13 km entfernt in Tostedt an der Bahnstrecke Hamburg–Bremen. Am 1 km entfernt liegenden Bahnhof Tiste an der Bahnstrecke Wilstedt–Tostedt verkehren seit 1971 keine Personenzüge mehr.

## Geschichte
Die erste Burganlage in Burgsittensen war die „Alte Burg“ genannte Motte 400 m nordwestlich von Gut Burgsittensen am Südufer der Oste. Heute befindet sich auf dem ca. 1,70 m hohen Burghügel das Erbbegräbnis der Gutsbesitzer Schulte mit fünf Gräbern aus dem Zeitraum zwischen 1801 und 1849. Die Motte ist der von unbekannter Hand errichtete Vorgänger der an einem nicht mehr erkennbaren Ort auf dem Gelände des Guts Burgsittensen errichteten Burg.
Diese 1397 erstmals erwähnte Burg wurde von den Ministerialen Schulte von der Lühe errichtet, die Burgmänner auf der Horneburg waren. Die Schultes blieben bis zu ihrem Konkurs 1880 im Besitz des Rittergutes, anschließend kam es an die Hannoveraner Klosterkammer.
Das Gut wurde an seine heutige Stelle verlegt, als 1664 ein neues, grabenbewehrtes Wohnhaus durch den Ritterschaftspräsidenten Dietrich von Schulte  errichtet wurde. Alexander Schulte (1667–1728) fügte weitere Gebäude hinzu und ließ die Anlage mit breiten Wassergräben umgeben. Das jetzige Gutshaus wurde 1856 errichtet. Den 10 000 m² großen Gutspark plante Franz Christian Schaumburg.
1880 erwarb die Klosterkammer Hannover den Gutshof samt Ländereien. Bis 1933 war Georg Weidenhöfer Pächter des Guts. 1931 wurde Moorbahn Burgsittensen angelegt, die bis 1999 zum Torftransport aus dem Moor eingesetzt wurde.
Im Ersten Weltkrieg fielen zwei Soldaten aus Burgsittensen oder werden vermisst.

### Gutsherren
- 1664–: Dietrich von Schulte

- –1728: Alexander Schulte
- –1801: Alexander Schulte
- 1801–1846: Caspar Detlev von Schulte
- 1848–: Alexander von Schulte

### Verwaltungsgeschichte
Vor 1885 gehörte Burgsittensen zur Börde Sittensen im Amt Zeven. Nach 1885 gehörte Burgsittensen zum Kreis Zeven, der 1932 im Landkreis Bremervörde aufging. Dieser fusionierte wiederum 1977 mit dem alten Landkreis Rotenburg (Wümme) zum heute noch bestehenden Landkreis Rotenburg (Wümme).
In der Franzosenzeit gehörte Burgsittensen von 1810 bis 1814 zur Mairie Groß Sittensen im Kanton Zeven. Die Gegend gehörte zu dieser Zeit von 1810 bis 1811 zum Königreich Westphalen und von 1811 bis 1814 unter Napoleon direkt zum Französischen Kaiserreich. Nach 1814 kehrte der alte Stand wieder ein.
Burgsittensen bildete bis zur Eingemeindung nach Tiste 1928 einen eigenen Gutsbezirk.

### Einwohnerentwicklung
| Jahr             | Einwohner          |
| ---------------- | ------------------ |
| 1793             | 1 Feuerstelle      |
| 1824             | 1 Feuerstelle      |
| 1848             | 19 Leute, 2 Häuser |
| 1. Dezember 1871 | 43 Leute, 5 Häuser |
| 1. Dezember 1910 | 96                 |

### Religion
Burgsittensen ist evangelisch-lutherisch geprägt und gehört zum Kirchspiel der St.-Dionysius-Kirche in Sittensen.

## Sehenswürdigkeiten

### Weitere
- Moorbahn Burgsittensen